# تل چیتو
تل چیتو مربوط به دوران‌های تاریخی پس از اسلام است و در شهرستان گناوه، روستای شول واقع شده و این اثر در تاریخ ۷ مهر ۱۳۸۱ با شمارهٔ ثبت ۶۵۰۹ به‌عنوان یکی از آثار ملی ایران به ثبت رسیده است.